# Umlachtal und Riß südlich Biberach
Das FFH-Gebiet Umlachtal und Riß südlich Biberach in Baden-Württemberg wurde 2005 durch das Regierungspräsidium Tübingen angemeldet. Mit Verordnung des Regierungspräsidiums Tübingen vom 5. November 2018 (in Kraft getreten am 11. Januar 2019), wurde das Schutzgebiet ausgewiesen. 

## Lage
Das 714 Hektar große Schutzgebiet Umlachtal und Riß südlich Biberach liegt im Naturraum Riß-Aitrach-Platten. Das Gebiet liegt größtenteils im Landkreis Biberach mit den Gemeinden Eberhardzell, Ingoldingen, Ummendorf, Hochdorf und Biberach an der Riß und mit 0,7 ha im Landkreis Ravensburg mit der Gemeinde Bad Wurzach. Das Gebiet besteht aus insgesamt 9 Teilgebieten.

## Schutzzweck

### Lebensraumtypen
Folgende Lebensraumtypen nach Anhang I der FFH-Richtlinie kommen im Gebiet vor:
| EU Code | * | Lebensraumtyp (offizielle Bezeichnung)                                                                          | Kurzbezeichnung                              |
| ------- | - | --- | -------------------------------------------- |
| 3150    |   | Natürliche eutrophe Seen mit einer Vegetation des Magnopotamions oder Hydrocharitions                           | Natürliche nährstoffreiche Seen              |
| 3160    |   | Dystrophe Seen und Teiche                                                                                       | Dystrophe Seen                               |
| 3260    |   | Flüsse der planaren bis montanen Stufe mit Vegetation des Ranunculion fluitantis und des Callitricho-Batrachion | Fließgewässer mit flutender Wasservegetation |
| 6410    |   | Pfeifengraswiesen auf kalkreichem Boden, torfigen und tonig-schluffigen Böden (Molinion caeruleae)              | Pfeifengraswiesen                            |
| 6430    |   | Feuchte Hochstaudenfluren der planaren und montanen bis alpinen Stufe                                           | Feuchte Hochstaudenfluren                    |
| 6510    |   | Magere Flachland-Mähwiesen (Alopecurus pratensis, Sanguisorba officinalis)                                      | Magere Flachland-Mähwiesen                   |
| 7120    |   | Noch renaturierungsfähige degradierte Hochmoore                                                                 | Geschädigte Hochmoore                        |
| 7210    | * | Kalkreiche Sümpfe mit Cladium mariscus und Arten des Caricion davallianae                                       | Kalkreiche Sümpfe mit Schneidried            |
| 7220    | * | Kalktuffquellen (Cratoneurion)                                                                                  | Kalktuffquellen                              |
| 7230    |   | Kalkreiche Niedermoore                                                                                          | Kalkreiche Niedermoore                       |
| 8210    |   | Kalkfelsen mit Felsspaltenvegetation                                                                            | Kalkfelsen mit Felsspaltenvegetation         |
| 9110    |   | Hainsimsen-Buchenwald (Luzulo-Fagetum)                                                                          | Hainsimsen-Buchenwald                        |
| 9130    |   | Waldmeister-Buchenwald (Asperulo-Fagetum)                                                                       | Waldmeister-Buchenwald                       |
| 9180    | * | Schlucht- und Hangmischwälder (Tilio-Acerion)                                                                   | Schlucht- und Hangmischwälder                |
| 91D0    | * | Moorwälder | Moorwälder                                   |
| 91E0    | * | Auen-Wälder mit Alnus glutinosa und Fraxinus excelsior (Alno-Padion, Alnion incanae, Salicion albae)            | Auenwälder mit Erle, Esche, Weide            |

### Arteninventar
Folgende Arten von gemeinschaftlichem Interesse kommen im Gebiet vor:
| Bild          | EU Code | * | Art           | wissenschaftlicher Name     | Artengruppe           |
| ------------- | ------- | - | ------------- | --------------------------- | --------------------- |
| Steinkrebs    | 1093    | * | Steinkrebs    | Austropotamobius torrentium | Krebse                |
| Groppe        | 1163    |   | Groppe        | Cottus gobio                | Fische und Rundmäuler |
| Kammmolch     | 1166    |   | Kammmolch     | Triturus cristatus          | Amphibien             |
| Gelbbauchunke | 1193    |   | Gelbbauchunke | Bombina variegata           | Amphibien             |
| Biber         | 1337    |   | Biber         | Castor fiber                | Säugetiere            |

### Zusammenhängende Schutzgebiete
Folgende Naturschutzgebiete sind Bestandteil des FFH-Gebiets:
- Ummendorfer Ried
- Vogelfreistätte Lindenweiher
- Wettenberger Ried
- Mauchenmühle

Das Vogelschutzgebiet Lindenweiher liegt vollständig innerhalb der Grenzen des FFH-Gebiets.